# Bakenes
Bakenes is een buurt in de Haarlemse wijk Oude Stad in stadsdeel Haarlem-Centrum. De buurt dankt zijn naam aan de Bakenessergracht die dwars door deze buurt stroomt, deze gracht heeft op zijn beurt zijn naam te danken aan het Hofje van Bakenes, dat is gesticht door de familie Van Bakenes.